# Javier Villa
Javier Villa (Colunga, 5 de Outubro de 1987) é um automobilista espanhol que foi piloto de testes da equipe de Fórmula 1 Hispania Racing.

## Biografia
Antes de dirigir na GP2 Series em 2006, ele correu no Campeonato Espanhol de F3, onde terminou em 4º na temporada de 2005, com a equipe Racing Engineering.
Se formando para a GP2 com a Racing Engineering no ano seguinte, sua primeira temporada foi inútil, mas 2007 foi uma melhoria significativa. Ele conquistou sua primeira vitória na GP2 em 2007 na corrida de sprint no em Magny-Cours. Ele largou da segunda posição no grid, ao terminar em sétimo na corrida de longa-metragem do dia anterior. Ele então venceu as corridas de velocidade no Nürburgring e Hungaroring da pole position.